# Appalachia-Nunatakker
Die Appalachia-Nunatakker sind eine Gruppe bis zu 600 m hoher Nunatakker im Norden der westantarktischen Alexander-I.-Insel. Sie ragen dort auf der Westseite der Elgar Uplands auf.
Das UK Antarctic Place-Names Committee benannte sie 1977 nach dem Orchesterwerk Appalachia des britischen Komponisten Frederick Delius (1862–1934), der seinerseits Namensgeber für den nahegelegenen Delius-Gletscher ist.